# هربرت وايلدمان
هربرت وايلدمان (بالإنجليزية: Herbert Wildman)‏ هو لاعب كرة الماء أمريكي، ولد في 6 سبتمبر 1912 في ماريون في الولايات المتحدة، وتوفي في 13 أكتوبر 1989 في لوس أنجلوس في الولايات المتحدة.

## وصلات خارجية
- هربرت وايلدمان على موقع قاعة مشاهير السباحة الأمريكية (الإنجليزية)
- هربرت وايلدمان على موقع اللجنة الأولمبية الدولية (الإنجليزية)
- هربرت وايلدمان على موقع أوليمبيديا (الإنجليزية)